# Campeonato Mundial de Curling Masculino de 2002
El XLIV Campeonato Mundial de Curling Masculino se celebró en Bismarck (Estados Unidos) entre el 6 y el 14 de abril de 2002 bajo la organización de la Federación Mundial de Curling (WCF) y la Federación Estadounidense de Curling.
Las competiciones se realizaron en el Centro Cívico de la ciudad estadounidense.

## Tabla de posiciones
| Pos | Equipo         | G | P | G–P |
| --- | -------------- | - | - | --- |
| 1   | Escocia        | 7 | 2 | –   |
| 2   | Estados Unidos | 6 | 3 | –   |
| 3   | Canadá         | 6 | 3 | –   |
| 4   | Noruega        | 6 | 3 | –   |
| 5   | Dinamarca      | 5 | 4 | –   |
| 6   | Finlandia      | 5 | 4 | –   |
| 7   | Suiza          | 5 | 4 | –   |
| 8   | Suecia         | 3 | 6 | –   |
| 9   | Japón          | 2 | 7 | –   |
| 10  | Austria        | 0 | 9 | –   |

## Cuadro final
|  | Semifinales    | Semifinales |    |         | Final          | Final |  |
|  |                |             |    |         |                |       |  |
|  |                |             |    |         |                |       |  |
|  | Escocia        | 4           |    |         |                |       |  |
|  | Noruega        | 5           |    |         |                |       |  |
|  |                |             |    |         |                |       |  |
|  |                |             |    |         |                |       |  |
|  |                |             |    |         | Noruega        | 5     |  |
|  |                | Canadá      | 10 |         |                |       |  |
|  |                |             |    |         |                |       |  |
|  |                |             |    |         |                |       |  |
|  |                |             |    |         | Tercer lugar   |       |  |
|  |                |             |    |         |                |       |  |
|  | Estados Unidos | 6           |    | Escocia | 6              |       |  |
|  | Canadá         | 10          |    |         | Estados Unidos | 5     |  |